# George Rakim

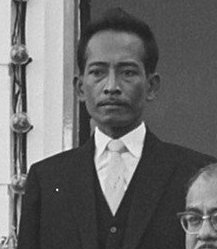
George Rakim in 1965

Soehardimin Georg (George) Rakim (Paramaribo, 11 juni 1921 – Zeist, 2 november 1986) was een Surinaams politicus.
Hij was in Paranam werkzaam bij Suralco. In 1965 werd hij namens KTPI de minister van Economische Zaken. Een jaar later maakte KTPI bekend het vertrouwen Rakim op te hebben gezegd maar hij bleef wel aan als minister in het eerste kabinet-Pengel I. Bij de parlementsverkiezingen van 1967 stond Rakim op de kandidatenlijst van de Nationale Partij Suriname (NPS) en werd ook verkozen tot lid van de Staten van Suriname. In het tweede kabinet Pengel keerde hij terug als minister van Handel en Industrie (het ministerie van Economische Zaken had een nieuwe naam gekregen). Dat kabinet viel in 1969.
Rakim overleed in Nederland in 1986 op 65-jarige leeftijd.